# Heel de wereld

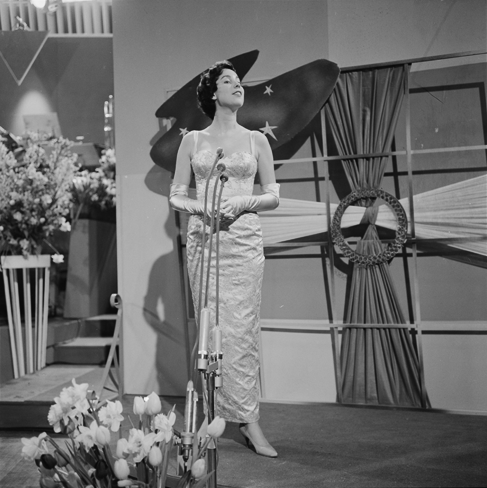
Corry Brokken tijdens het Eurovisiesongfestival 1958

Heel de wereld was de Nederlandse inzending naar het Eurovisiesongfestival van 1958. Het lied, geschreven door Benny Vreden werd vertolkt door zangeres Corry Brokken. Het lied werd gekozen tijdens het Nationaal Songfestival 1958 en kreeg de meeste stemmen. Als tweede eindigde toen Weet je, een lied van Truus Koopmans en Guus Janssen. Heel de wereld en Weet je werden samen op een single geperst voor Philips Records.
Brokken zingt in Heel de wereld dat ze haar "geheim" aan de wereld wil vertellen, omdat ze gelukkig is. Ze vraagt zich af of de wereld misschien te druk is om gelukkig te zijn. Brokken heeft het lied ook in het Frans uitgebracht met de titel "Toi mon cœur, tu sais".
Brokken trad als tweede aan op de avond van het Eurovision Songfestival in Hilversum, het was haar derde deelname. Maar het gewenste succes bleef uit. Brokken eindigde op de negende en laatste plaats met één punt. 

## Referentie
- Bladmuziek (manuscript) op www.muziekschatten.nl

1956: De vogels van Holland / Voorgoed voorbij · 1957: Net als toen · 1958: Heel de wereld · 1959: 'n Beetje · 1960: Wat een geluk · 1961: Wat een dag · 1962: Katinka · 1963: Een speeldoos · 1964: Jij bent mijn leven · 1965: 't Is genoeg · 1966: Fernando en Filippo · 1967: Ring-dinge-ding · 1968: Morgen · 1969: De troubadour · 1970: Waterman · 1971: Tijd · 1972: Als het om de liefde gaat · 1973: De oude muzikant · 1974: Ik zie een ster · 1975: Ding-a-dong · 1976: The party's over · 1977: De mallemolen · 1978: 't Is O.K. · 1979: Colorado · 1980: Amsterdam · 1981: Het is een wonder · 1982: Jij en ik · 1983: Sing me a song · 1984: Ik hou van jou · 1986: Alles heeft ritme · 1987: Rechtop in de wind · 1988: Shangri-la · 1989: Blijf zoals je bent · 1990: Ik wil alles met je delen · 1992: Wijs me de weg · 1993: Vrede · 1994: Waar is de zon · 1996: De eerste keer · 1997: Niemand heeft nog tijd · 1998: Hemel en aarde · 1999: One good reason · 2000: No goodbyes · 2001: Out on my own · 2003: One more night · 2004: Without you · 2005: My impossible dream · 2006: Amambanda · 2007: On top of the world · 2008: Your heart belongs to me · 2009: Shine · 2010: Ik ben verliefd (sha-la-lie) · 2011: Never alone · 2012: You and me · 2013: Birds · 2014: Calm after the storm · 2015: Walk along · 2016: Slow down · 2017: Lights and shadows · 2018: Outlaw in 'em · 2019: Arcade · 2020: Grow · 2021: Birth of a new age · 2022: De diepte · 2023: Burning daylight · 2024: Europapa